# Giancarlo Schiaffini
Giancarlo Schiaffini (* 1942 in Rom) ist ein italienischer Posaunist und Komponist des Modern Creative Jazz und der Neuen Musik. Er gehört seit den 1970er Jahren zu den führenden Musikern der Avantgarde in Italien.

## Leben und Wirken
Schiaffini studierte Physik (Universitätsabschluss). Als Autodidakt spielte er zunächst in Mario Schianos Gruppo Romano Free Jazz. 1970 studierte er bei den Darmstädter Ferienkursen mit Karlheinz Stockhausen, György Ligeti und Vinko Globokar und gründete die experimentelle Kammermusikgruppe Nuove Forme Sonore, aber 1975 auch die Gruppo Romano di Ottoni, dessen Repertoire neben Zeitgenössischer Musik auch Renaissance-Musik war. Weiterhin studierte er elektronische Musik bei Franco Evangelisti und trat (bis 1983) mit Nuova Consonanza im Bereich der Neuen Improvisationsmusik auf. Er führte auch Solokompositionen von Luciano Berio und Giacinto Scelsi auf und arbeitete eng mit Luigi Nono zusammen.
Bekannt wurde er in der Jazzszene in den 1980er und 1990er Jahren durch seine Mitwirkung in den Bands von Claudio Fasoli (Hinterland, 1979), und der italienischen Variante von Misha Mengelbergs ICP Orchestra. Aufsehen erregten auch seine Duette mit der Jazzsängerin Tiziana Ghiglioni (Well Actually, 1987). Seit der Gründung ist er Mitglied des Italian Instabile Orchestra und war an der Produktion der Alben Skies of Europe, das 1994 auf dem ECM-Label erschien, sowie dem Enja-Album Litania Sibilanti beteiligt. Außerdem spielte er in den Bands von Gianluigi Trovesi (Roccellana, 1985), Umberto Petrin (Wirrwarr, 1992), Dino Betti van der Noot und wirkte an der Bigbandproduktion Masks (1990/91) Giorgio Gaslinis mit. 1991 spielte er erneut mit Mario Schiano auf dessen Album Uncaged. Außerdem arbeitete Schiaffini im Laufe seiner Karriere mit vielen internationalen und italienischen Musikern zusammen, wie Cecil Taylor, Tristan Honsinger, Giacomo Aula, Lucilla Galeazzi und Massimo Urbani.
Der als Musikpädagoge an einem Konservatorium tätige Schiaffini hat ein Lehrbuch über zeitgenössische Instrumentaltechniken auf der Posaune verfasst. Im Jahr 2000 war er Composer in Residence beim International Composers & Improvisers Forum in München.

## Diskographische Hinweise
- Mario Schiano: Gruppo Romano Free Jazz 1966/67 - Schiano Trio 1969/70 (Splasc(h), 1967–70)
- Italien Instabile Orchestra: Skies of Europe (ECM, 1994)
- Italien Instabile Orchestra: Litania Sibilante (Enja, 1996)
- Post Deconstruction Redux (2015), mit Peter Fraize, Jesse Meman, Steve Zerlin, Vattel Cherry, Leland Nakamura
- Schiaffini|Prati|Gemmo|Armaroli: Luc Ferrari Exercises d’Improvisation (Dodicilune, 2018)
- Giancarlo Schiaffini & Giuseppe Giuliano: What’s That Noise? (Setola di Maiale, 2020)
- Sergio Armaroli / Giancarlo Schiaffini / Harri Sjöström – Duos & Trios (Leo Records, 2020)
- Enzo Rocco, Giancarlo Schiaffini, Ettore Fioravanti: Tubatrio's Revenge (2021)
- Sergio Armarolii, Veli Kujala, Harri Sjöström, Giancarlo Schiaffini: Windows & Mirrors: Milano Dialogues (2022)